# Zyklon
 For alternative betydninger, se Zyklon (flertydig). (Se også artikler, som begynder med Zyklon)
Zyklon er et norsk black/dødsmetal-band dannet i 1998 af Samoth og Trym Torson kendt fra Emperor, sammen med medlemmer af Myrkskog. Deres stil er blevet betegnet som "moderne dødsmetal med black og industrial undertoner". Pr. oktober 2007 er bandet inaktivt.
Alle bandets sangtekster er skrevet af den tidligere Emperor-trommeslager Faust.
På trods af at Samoth tidilgere har været i et andet Emperor-sideprojekt kaldet Zyklon-B er de to bands ikke forbundne på nogen måde. Zyklon B var også navnet på en dødelig gas som blev brugt af det tredje rige under Holocaust, men ifølge Samoth er "Zyklon" et ordspil på ordet "syklon", som er norsk for "cyklon" og har intet at gøre med nazisme eller gasser.
Bandets hjemmeside er, meget lig Emperors hjemmeside, kaldt "zyklontribe.com", mens Emperors hjemmeside er kaldt "emperorhorde.com" ("tribe" er engelsk for "stamme").

## Medlemmer
- Secthdamon – vokal, bas (2001–)
- Samoth – guitar (2000–)
- Destructhor – guitar (2000–)
- Trym Torson – trommer (2000–)

### Tidligere medlemmer
- Daemon – vokal (2000–2001)

## Diskografi

### Studiealbum
- 2001: World ov Worms
- 2003: Aeon
- 2006: Disintegrate

### Livealbum
- 2006: Storm Detonation Live

### Ep'er
- 2003: Split med Red Harvest

## Fodnoter
1. ↑  "THE METAL OBSERVER – Review – ZYKLON – Disintegrate". Arkiveret fra originalen 21. december 2008. Hentet 11. marts 2009.
2. 1 2  "Read more about Zyklon". Arkiveret fra originalen 25. december 2008. Hentet 11. marts 2009.

## Eksterne links
- Wikimedia Commons har flere filer relateret til Zyklon
- Officiel hjemmeside Arkiveret 23. december 2008 hos  Wayback Machine
- Zyklon på Myspace
- Zyklon-interview med Samoth til The Lodge
- Eksklusivt tnterview med Trym Torson til The Lodge

- Zyklon på Allmusic
- Zyklon på Discogs
- Zyklon på MusicBrainz
- Zyklon på Encyclopaedia Metallum
- Zyklon på Last.fm
- Zyklon på Myspace

| Musikgruppe | Spire Denne artikel om en norsk musikgruppe er en spire som bør udbygges. Du er velkommen til at hjælpe Wikipedia ved at udvide den. |